# Contarinia trifolii
Contarinia trifolii är en tvåvingeart som beskrevs av Ephraim Porter Felt 1907. Contarinia trifolii ingår i släktet Contarinia och familjen gallmyggor. Inga underarter finns listade i Catalogue of Life.